# Eset
Az agglutináló nyelvekben és egyes flektáló nyelvekben az eset (latinul casus) a névszó (főnév, melléknév, névmás, számnév) és egyes nyelvekben a névelő azon grammatikai kategóriája, amely a mondattani funkció kifejezésének az egyik alaktani módszere. A szó esetek szerinti alakváltozását névszóragozásnak, idegen szóval deklinációnak nevezik.
Nyelvek között nagy különbségek lehetnek az esetek szempontjából. Először is olyanokra oszlanak, amelyekben vannak esetek, és amelyekben nincsenek. Továbbá azok, amelyek rendelkeznek ezzel a kategóriával, az esetek száma tekintetében különböznek. Természetüknél fogva nincsenek esetek az izoláló nyelvekben, mint amilyen a kínai, amelyekben a szónak egyetlen alakja van, mondattani funkciójától függetlenül, de olyan nyelvek is vannak, amelyekben voltak esetek a fejlődésük bizonyos szakaszában, de már nincsenek.

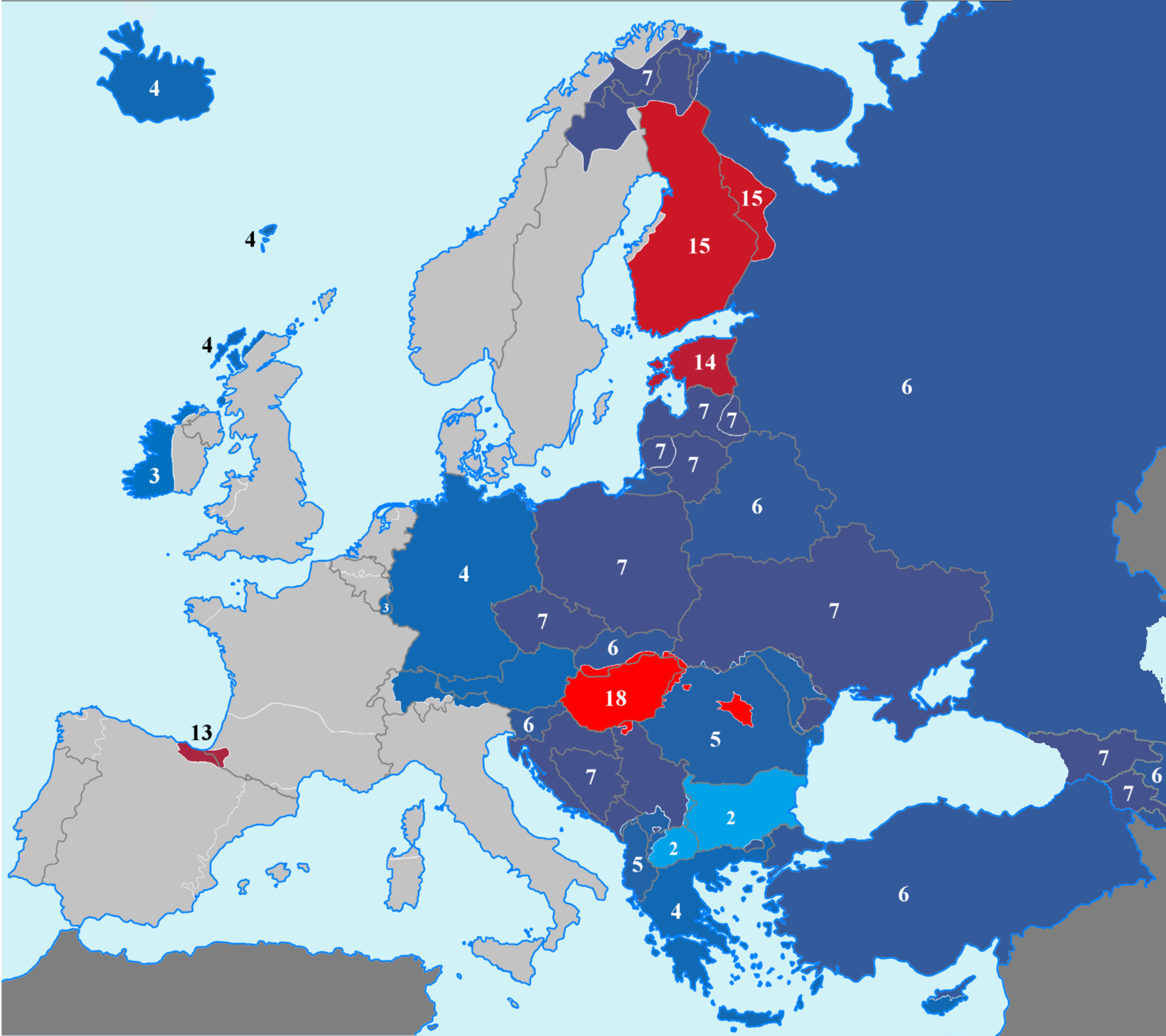
Esetek száma az európai nyelvekben. A szürke színű területek nyelveiben nincs meg az eset kategóriája.

A történeti-összehasonlító nyelvészet módszereivel megállapították, hogy volt valamikor egy indoeurópai alapnyelv, amely flektáló volt, és nyolc esettel rendelkezett: nominativus (alanyeset), vocativus (megszólító eset), accusativus (tárgyeset), genitivus (birtokos eset), dativus (részes eset), ablativus (határozói eset), locativus és instrumentalis (eszközhatározói eset). Ezek száma különböző mértékben csökkent a régi indoeurópai nyelvekké, majd ezekből a maiakké való fejlődés során, az esetek szinkretizmusának nevezett jelenség révén. Például a latin nyelvben az ablativus, a locativus és az instrumentalis egybeolvadt az ablativus néven megmaradottban. Ezzel szemben egyes mai szláv nyelvek grammatikái, mint amilyenek a közép-délszláv diarendszerhez tartozókéi, hét esetet tartanak számon, melyek sorából az ablativus hiányzik.
A latin nyelv leszármazottai közül hagyományos grammatikái szerint a román nyelvben öt eset van, a francia nyelv egyik régi időszakában kettő volt, és mára csupán a személyes névmásban maradtak meg ezek nyomai, amint a többi nyugati újlatin nyelvben is. Az angol nyelvben is csak nyomai vannak meg az eseteknek a személyes névmásban és egyes főnevekben.
Minél inkább csökkent az indoeurópai nyelvekben az esetek szerepe, annál inkább nőtt a szórend és az elöljárószók szerepe a mondattani funkciók kifejezésében.
Az agglutináló nyelvek is különböznek egymástól az esetek számának a tekintetében. Például a török nyelv grammatikái hatot vesznek számba, a finn nyelvéi 15-öt vagy 16-ot, a magyar nyelvéi pedig 18-at vagy 19-et.
Egyes nyelvészek úgy tekintik, hogy az „eset” terminus használata csak akkor megalapozott, ha a mondattani funkciót a szó jellegzetes alakja fejezi ki, melyet rendszerint jellegzetes rag ad neki. Ez a helyzet például a magyar nyelvben, melyben 18 esetet saját rag fejez ki, beleértve az alanyeset nulla ragját. A vitatott 19-ik (birtokos) esetnek egy másikkal (a részes esettel) közös ragja van. Mégis, azon nyelvek grammatikáiban, amelyekben csak egyes mondattani funkciókat fejez ki rag, esetalakoknak nevezik azokat is, amelyek több funkciót fejeznek ki ugyanazzal a raggal, belleérve a nulla ragot is. Ez a helyzet például a román nyelv grammatikáiban, amelyben az öt esetből csak hármat különböztet meg szóalak, ami nem is vonatkozik minden szóra. Ezért van szó olykor e nyelv grammatikáiban alany-tárgyesetről, birtokos-részes esetről és megszólító esetről. Úgy tekintik, hogy a mondattani funkció különbözteti meg azokat az eseteket, amelyeket nem különböztet meg szóalak. Ugyancsak a mondattani funkció alapján található meg az „eset” terminus angol hagyományos grammatikákban.

## Az esetek osztályozása
Bár már az ókorban is próbálkoztak az esetek osztályozásával, máig sincs kielégítő szemantikai csoportosításuk.
Hagyományosan az eseteket két csoportba osztják. Az egyikbe egyes szerzők szerint csak az alanyeset tartozik, melyet latinul casus rectus-nak (’egyenes eset’-nek) neveznek, a másikba az összes többi (casi obliqui ’ferde esetek’). Más szerzők szerint a tárgyeset is casus rectus.
Az alanyeset és a tárgyeset egy kategóriába, a többieké pedig, a megszólító eseten kívül, egy másikba való sorolása azon alapszik, hogy az előbbieknek nincsenek jellegzetes szemantikai funkcióik, miközben az utóbbiaknak vannak, főleg az, hogy határozókat fejeznek ki, ezért az előbbiekre megtalálható a „mondattani esetek”, az utóbbiakra pedig a „szemantikai esetek” elnevezés. Az előbbieket „grammatikai esetek”-nek, az utóbbiakat pedig „konkrét esetek”-nek is nevezik. Olyan szerzők is vannak, akik a részes esetet is a mondattani esetek közé sorolják.
Egy másik csoportosítás szerint vannak független esetek (az alanyeset és a megszólító eset) és függő esetek (az összes többi). Függésen a függő esetben álló szó alárendeltsége értendő egy másik szóhoz, azaz alaptagjához viszonyítva.

## Az esetragok jellege
Egyrészt az agglutináló, másrészt a flektáló nyelvek közötti egyik különbség az, hogy az előbbiekben a névszó grammatikai kategóriáinak mindegyikét külön, jól egymástól elhatárolt toldalékok fejezik ki, tehát az esetragok is csak esetet fejeznek ki. Ezzel szemben az utóbbiakban a névszó ragja nemcsak a szó esetét, hanem nyelvtani nemét és a számát is, esetleg egyéb kategóriákat is kifejez. Például a magyarban, amely agglutináló neylv, a házasságaimról szót a ház szótő, a hozzáadott két képző (-as és -ság), majd két jel (az -ai birtoktöbbesítő jel és az -m birtokos személyjel) és végül a -ról esetrag alkotja. Az orosz домов (domov) „a ház (valamije)” szó viszont két elemből áll, a dom tőből és az -ov ragból, amely jelzi azt, hogy a szó birtokos esetben áll, de azt is, hogy többes számú és hímnemű.
Egyes nyelvekben az esetragok különbözhetnek aszerint is, hogy a szó határozott vagy határozatlan, avagy aszerint, hogy élőt vagy élettelent nevez meg. Például a közép-délszláv diarendszerben a melléknevek többségének két sor esetragja van, az egyik, amikor főnevesítettek, és ilyenkor határozottak, a másik, amikor jelzőként vagy névszói állítmány névszói részeként az alaptagjukkal egyeztetettek, és ilyenkor határozatlanok. Ezek szerint a (szerbül) Videsmo tu dva čoveka, jedan je bio siromašan, a drugi – bogat; siromašni je ćutao, dok je bogati mnogo pričao ’Láttunk itt két embert, az egyik szegény volt, a másik gazdag; a szegény hallgatott, miközben a gazdag sokat mesélt’ szakaszban a melléknevek alanyesetűek, de határozatlanokként nulla ragjuk van, határozottakként pedig -i a ragjuk.
Ugyanebben a diarendszerben az élőt megnevező hímnemű főneveknek egyes szám tárgyesetű alakja azonos a birtokos esetű alakjukkal [pl. majstora ’(a) mestert’], miközben az életteleneket megnevezőké az alanyesetű alakjukkal azonos, pl. odmor ’(a) pihenést’.

## Az esetek funkciói
Általában az eseteknek van egy alapfunkciójuk, de ez nem az egyedüli, és nyelvtől is függ az, hogy melyik funkciót melyik eset fejezi ki.
Példák a főbb esetek alapfunkcióira:
- alanyeset – alany:
  - (magyarul) A könyv új;[17]
  - (montenegróiul) Ko je prvi došao? ’Ki érkezett elsőként?’;[13]
  - (románul) Un greier răgușit cânta în sobă ’Rekedt tücsök énekelt a kályhában’ (Mihai Eminescu);[18]
- birtokos eset – jelző:
  - (latinul) memoria rerum ’a dolgok emlékezete’;[8]
  - (románul) cadrul albastru al ferestrei ’az ablak kék kerete’;[18]
  - (horvátul) Kaput tvoga brata visi u hodniku ’A testvéred kabátja a folyosón lóg’;[19]
- részes eset – részeshatározó:
  - (magyarul) Adtam Gábornak egy könyvet;[17]
  - (szerbül) Ne prija mi sladoled ’Nem esik jól nekem a fagylalt’;[20]
  - (románul) Spui munților durerea / Prin jalnice cântări ’Bánatos énekekben mondod el fájdalmad a hegyeknek’ (George Coșbuc);[18]
- tárgyeset – tárgy:
  - (magyarul) Hívja a kutyáját;[17]
  - (montenegróiul) Komšija prodaje kuću ’A szomszéd eladja a házat’;[21]
  - (románul) A găsit pe urmă satul, / Pe țăran el l-a găsit ’Majd megtalálta a falut, megtalálta a parasztot’ (Coșbuc);[18]
- megszólító eset – közvetlen megszólítás (nem mondattani funkció):
  - (horvátul) Ne boj se, striče ’Ne félj, bácsikám!’;[22]
  - (románul) Măi, Ioane, mă auzi? ’Te Ioan, hallasz engem?’[23]

Példák a fenti esetek egyes mellékfuncióira:
- alanyeset:
  - időhatározó: (magyarul) Egész este szórakozik;[17]
  - értelmező: (montenegróiul) Ovo je Petar, naš komšija ’Ez itt Petar, a szomszédunk’;[24]
  - névszói állítmány névszói része: (románul) Dealu-ntreg e un mormânt ’Az egész domb egyetlen sír’ (Coșbuc);[18]
- birtokos eset:
  - tárgy: (szerbül) Imate li vremena? ’Van-e időtök / ideje (magának/önnek)?’;[20]
  - okhatározó: (románul) Din cauza muntelui, s-a întunecat de tot ’A hegy miatt egészen besötétedett’ (Camil Petrescu);[18]
- részes eset:
  - célhatározó: (magyarul) Jó lesz titkárnőnek;[17]
  - helyhatározó: (horvátul) Približio se gradu ’Megközelítette a várost’;[25]
  - eszközhatározó: (románul) Am ajuns la timp datorită prietenilor ’A barátaimnak köszönhetőén időben értem oda’;[18]
- tárgyeset:
  - állapothatározó: (magyarul) Jánost kivéve mindenki átment a vizsgán;[26]
  - helyhatározó: (szerbül) Izašli su pred kuću ’Kimentek a ház elé’;[27]
  - jelző: (románul) În țara mea dulce sunt drumuri de flori ’Édes hazámban virágutak vannak’ (Vasile Alecsandri);[18]

A fenti eseteken kívül szláv nyelvekben van még:
- eszközhatározói eset, főleg az eszköz- és a társhatározó kifejezésére: (montenegróiul) putovati vozom ’vonattal utazni’, S njima još nijesmo razgovarali ’Velük még nem beszélgettünk’;[28]
- locativus, főleg azon helyhatározó esete, amely alaptagja nem az illető hely felé vagy felől való mozgást fejez ki: (szerbül) Sreli smo se u parku ’A parkban találkoztunk’.[29]

A magyarból hiányzik a megszólító eset, a locativus és, ha 18 esettel számolunk, a birtokos eset, azonban a 18-ig rendelkezik még elsősorban az alábbiakkal:
- causalis-finalis: Péter életét áldozza a hazájáért;
- translativus-factitivus: A must borrá válik;
- terminativus: A telek a partig nyúlik;
- formativus: Péter tanárként dolgozik;
- essivus-formalis: Péter Annát társul fogadja.

Továbbá van még a magyarnak kilenc olyan esete, amelyek alapfunkciója helyhatározó kifejezése, mindegyik más jelentésárnyalattal. Ezek az esetek elsősorban aszerint különböznek, hogy valaminek a belsejéről, felületről vagy valamihez közeli helyről van szó, és mindegyikféle helyre vonatkozóan aszerint, hogy a megfelelő helyhatározó alaptagja olyan ige, amely a hely felé való mozgást, a hely felől való mozgást fejez ki, vagy nem tartozik az ilyen igék kategóriájához:
| Kérdés  | Vminek a belseje | Vminek a belseje | Felület      | Felület         | Közelség  | Közelség      |
| Kérdés  | Eset             | Példa            | Eset         | Példa           | Eset      | Példa         |
| ------- | ---------------- | ---------------- | ------------ | --------------- | --------- | ------------- |
| Hol?    | inessivus        | a házban van     | superessivus | a házon van     | adessivus | a háznál van  |
| Hova?   | illativus        | bemegy a házba   | sublativus   | felmegy a házra | allativus | a házhoz megy |
| Honnan? | elativus         | kimegy a házból  | delativus    | lejön a házról  | ablativus | a háztól jön  |

Az, hogy mely eset használatos, elsősorban attól függ, hogy mely mondatrész a kifejezendő, a bővítmények esetében pedig az alaptag vagy/és az esetleg használt viszonyszótól (elöljárószó egyes nyelvekben, névutó egyéb nyelvekben) is. Az alaptag esetében ennek lexikális tartalma a mérvadó, a viszonyszóéban az, hogy miféle viszonyt fejez ki. Például tárgya csak egyes igéknek lehet, egyes nyelvekben pedig, mint a magyar, ez a bővítmény csak tárgyesetben állhat, amennyiben névszó.
Egyes nyelvekben egy bizonyos viszonyszó egy bizonyos esetet követel meg. Például a magyarban a legtöbb névutó az alanyesettel használatos (Az asztal alá bújik), de van amelyik más esetet követel meg: Egész télen át táncolt (superessivus), a közhiedelemmel ellentétben (eszközhatározói eset) stb. Egy másik nyelvben, a románban, a legtöbb elöljáró esetrag nélküli szavakkal fordul elő, melyeket tárgyesetűeknek tekintenek (pl. lângă foc ’a tűz mellett’), bár csak az egyik elöljárót használják egyes szavakkal kifejezett tárggyal. Néhány elöljáró és elöljáró értékű szókapcsolat a birtokos esettel használatos (pl. contra inundațiilor ’az árvizek ellen’, în fața coloanei ’az oszlop előtt’), néhány pedig a részes esetet követeli meg, pl. potrivit datelor ’az adatok szerint’.
Szláv nyelvekben is van olyan elöljáró, amely csak egy esettel használatos, de egyesek kettővel, mások pedig hárommal. Például a közép-délszláv diarendszerben az u elöljáró megvan:
- a birtokos esettel: U Milice duge trepavice ’Milicának hosszú szempillái vannak’;
- a tárgyesettel, hely felé való mozgást kifejező ige helyhatározójában: Idemo u šumu ’Az erdőbe megyünk’;
- a locativus esettel, nem hely felé vagy felől való mozgást kifejező ige helyhatározójában: U šumi se čuje cvrkut ptica ’Az erdőben hallani a madarak csiripelését’.